# Орем (лунный кратер)
Кратер Орем (лат. Oresme) — большой древний ударный кратер в южном полушарии обратной стороны Луны. Название присвоено в честь французского философа, натурфилософа, математика, механика, астронома, теолога Николая Орема (ок. 1320 —1382) и утверждено Международным астрономическим союзом в 1970 году. Образование кратера относится к донектарскому периоду.

## Описание кратера

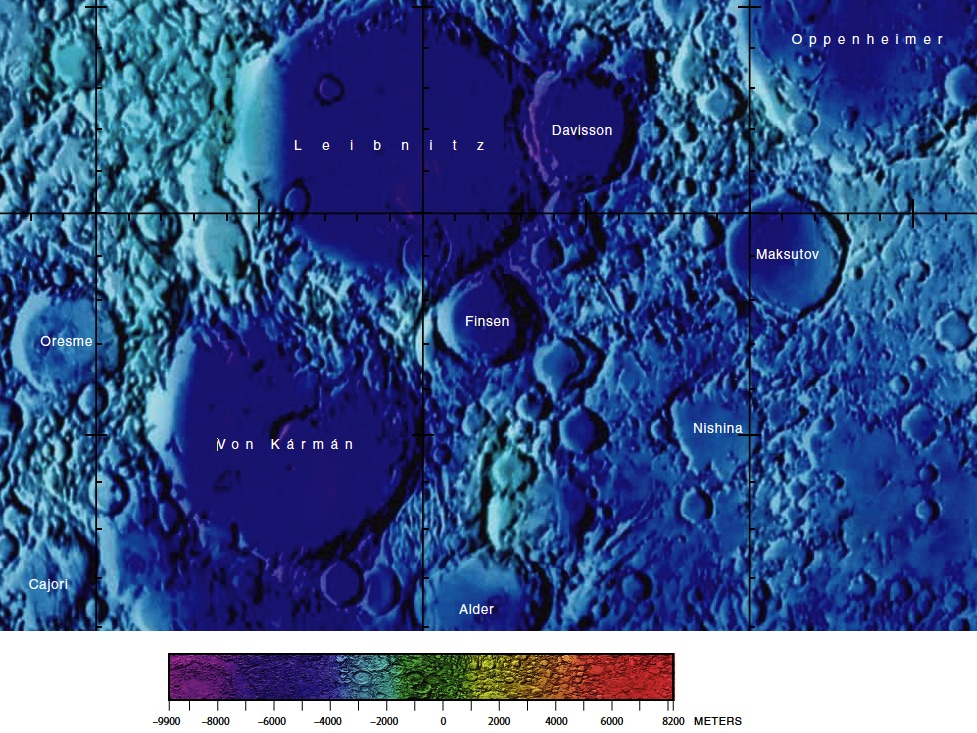
Окрестности кратера Орем. Фрагмент карты обратной стороны Луны.

Ближайшими соседями кратера являются кратер Обручев на северо-западе; кратер Лейбниц на северо-востоке; кратер Карман на востоке-юго-востоке; кратер Кеджори на юге и кратер Кретьен на юго-западе. На севере-северо-западе от кратера расположено Море Мечты. Селенографические координаты центра кратера 42°37′ ю. ш. 169°13′ в. д. / 42,61° ю. ш. 169,22° в. д., диаметр 82,1 км, глубина 2,8 км.
Кратер Орем имеет полигональную форму с выступом в южной части и значительно разрушен. Вал сглажен, восточная и северная часть вала изрезана многочисленными долинами, южная часть практически сравнялась с окружающей местностью, юго-восточная часть перекрыта сателлитным кратером Орем K, северная часть перекрыта небольшим безымянным кратером. Высота вала над окружающей местностью достигает 1330 м, объем кратера составляет приблизительно 5300 км³. Дно чаши сравнительно ровное за исключением невысоких хаотичных поднятий местности в западной части и юго-восточного участка чаши покрытого породами выброшенными при образовании сателлитного кратера Орем K

## Сателлитные кратеры
| Орем | Координаты                                              | Диаметр, км |
| ---- | ------------------------------------------------------- | ----------- |
| K    | 44°06′ ю. ш. 170°14′ в. д. / 44,1° ю. ш. 170,24° в. д.  | 22,8        |
| Q    | 44°20′ ю. ш. 167°19′ в. д. / 44,34° ю. ш. 167,31° в. д. | 25,8        |
| U    | 41°43′ ю. ш. 164°56′ в. д. / 41,71° ю. ш. 164,94° в. д. | 68,4        |
| V    | 40°45′ ю. ш. 165°23′ в. д. / 40,75° ю. ш. 165,39° в. д. | 56,1        |

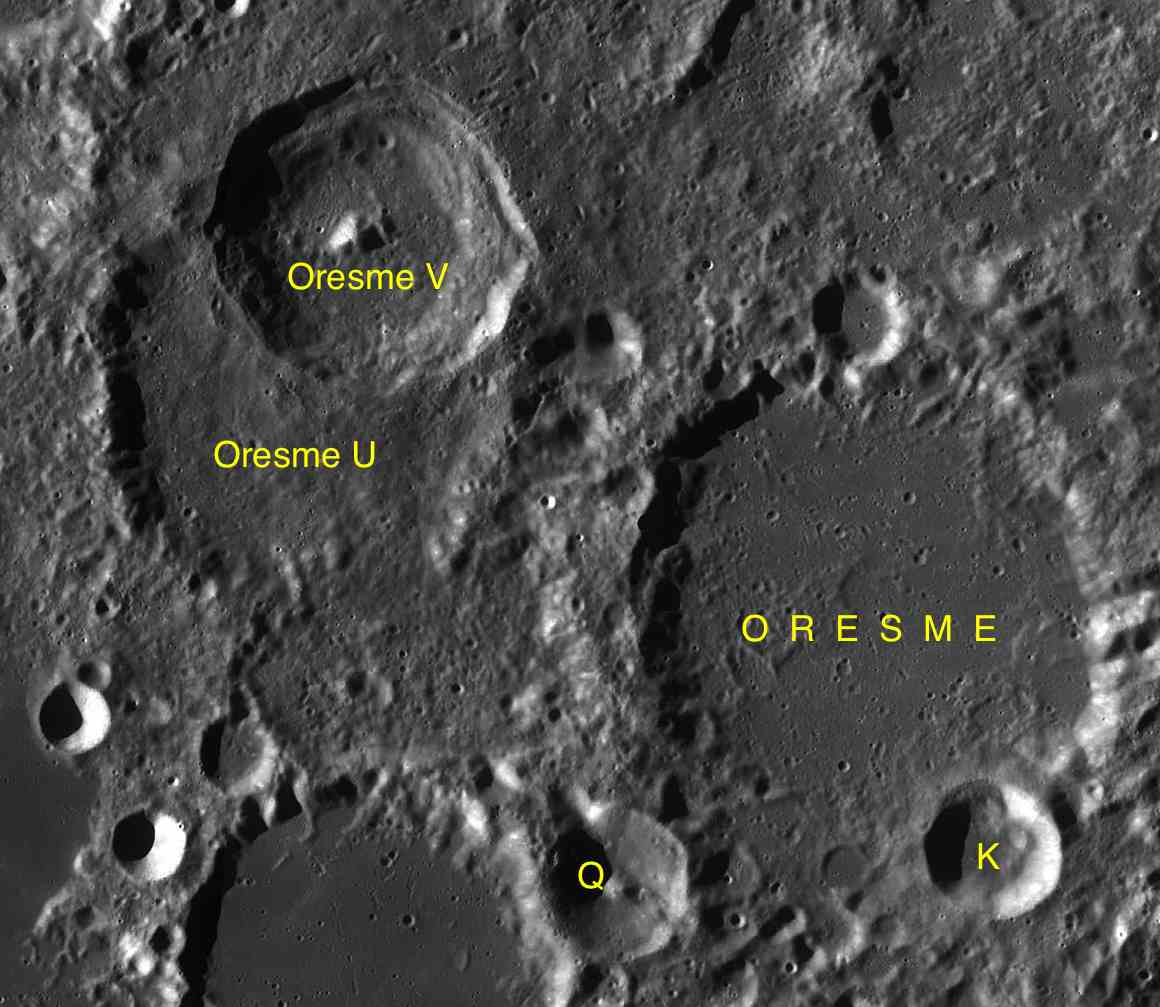
Фрагмент карты LAC-119.

- Образование сателлитного кратера Орем U относится к донектарскому периоду[1].
- Образование сателлитного кратера Орем V относится к позднеимбрийскому периоду[1].